# 고와케촌
고와케촌(郷分村)은 니가타현 미나미칸바라군에 설치되었던 촌이다. 현재의 미쓰케시에 해당한다.